# Pedro Augusto (radialista)
Pedro Augusto Palareti (Ribeirão Preto, 8 de maio de 1963) é um comunicador e político brasileiro filiado ao Partido Social Democrático (PSD). É conhecido por seus trabalhos na Super Rádio Tupi.

## Biografia
Sua carreira começou aos 16 anos na Rádio Renascença em Ribeirão Preto. Na cidade de São Paulo trabalhou durante 11 anos na Rádio América. Desde agosto de 1992 está na Super Rádio Tupi. Pedro Augusto é conhecido como "O Romeiro de Aparecida" pela sua devoção à Nossa Senhora Aparecida e por promover caravanas à Basílica de Aparecida.[carece de fontes?]
Foi Deputado Estadual do Rio de Janeiro pelo PSD, e era o 4° Secretario da Mesa Diretora da ALERJ. Seu primeiro mandato foi conquistado em 1998, sendo o sétimo mais votado do seu partido, na época o PFL. Na sua segunda disputa em 2002, foi eleito Deputado Estadual pelo PMDB com 77 517 votos, sendo o quarto deputado mais votado em todo o estado. Em 2006, na disputa pelo seu terceiro mandato consecutivo para a Assembleia Legislativa, Pedro Augusto foi o primeiro mais votado do PMDB e o segundo em todo o estado, alcançando a votação de 115 051 votos. Reelegeu-se para o cargo na Alerj, em 2010, com 111.407 votos, pelo PMDB e em 2014 obteve êxito novamente, agora para seu quinto mandado e de forma consecutiva, compondo na atual Legislatura 2015/2019 a Mesa Diretora da ALERJ. Migrou em abril de 2018 para o Partido Social Democrático - PSD.
Na Super Rádio Tupi, comanda desde 1993 o Show do Pedro Augusto.
Pedro Augusto também é empresário de uma rede de lojas direcionadas ao catolicismo. Cantor, já gravou 4 CDs atingindo a marca de 100 mil cópias vendidas.[carece de fontes?] Em 2011. ele foi apresentador do programa Canal Urgente na TV Alterosa.
Reeleito deputado estadual em 2014 para a legislatura 2015-2019, em abril de 2015, votou a favor da nomeação de Domingos Brazão para o Tribunal de Contas do Estado do Rio de Janeiro, nomeação que foi muito criticada na época.
Em 2016, estreou como colunista no Jornal Meia Hora nas edições de Terças e Sábados (Coluna Socorro Pedro Augusto).[carece de fontes?]
No dia 20 de fevereiro de 2017, votou a favor da privatização da CEDAE. Em 17 de novembro de 2017, votou pela revogação da prisão dos deputados Jorge Picciani, Paulo Melo e Edson Albertassi, denunciados na Operação Cadeia Velha, acusados de integrar esquema criminoso que contava com a participação de agentes públicos dos poderes Executivo e do Legislativo, inclusive do Tribunal de Contas, e de grandes empresários da construção civil e do setor de transporte.
Após anos afastado da televisão, estreou no dia 26 de fevereiro de 2018 o Programa Pedro Augusto, exibido pela Band para todo estado do Rio de Janeiro. A atração saiu do ar em 1 de junho, sendo substituído pelo Fala Baixada, que assumiu seu horário de exibição.
Nas eleições de 2018, Pedro Augusto foi candidato a deputado federal pelo estado do Rio de Janeiro como candidato do PSD, mas obteve 36.382 votos e ficou com a 1ª suplência do partido. No entanto, com a renúncia de Alexandre Serfiotis, uma vez que este foi eleito prefeito de Porto Real nas eleições de 2020, Pedro Augusto assumiu a vaga na Câmara dos Deputados. Com a ida para Brasília, seu programa na Rádio Tupi deixou de ser diário e foi transferido para as manhãs de domingo. Em 2022, filiado ao Progressistas, tentou a reeleição para deputado federal, mas obteve 21.790 votos e não conseguiu renovar o mandato. Em 2024, de volta ao PSD, se candidatou a vereador, obteve 4779 votos e não foi eleito, ele havia se afastado da Super Radio Tupi e após a eleição, a empresa resolveu não continuar com o radialista.

## Controvérsias

### Relatório sobre transações bancárias suspeitas
Em dezembro de 2018, veio à tona um relatório de 422 páginas do Conselho de Controle de Atividades Financeiras (Coaf) que havia sido anexado pelo Ministério Público Federal à investigação que origem à Operação Furna da Onça e que ganhou grande repercussão nacional por envolver um ex-assessor parlamentar de Flávio Bolsonaro, filho do presidente Jair Bolsonaro. O documento reúne informações a respeito de operações bancárias de 75 funcionários e ex-servidores da Assembleia Legislativa do Estado do Rio de Janeiro (Alerj) citadas em comunicados sobre transações financeiras suspeitas. As operações suspeitas, que envolvem pessoas que trabalham ou trabalharam em 20 gabinetes de deputados estaduais do Rio de Janeiro de diferentes matizes ideológicas, totalizam mais de R$ 207 milhões.
O relatório do Coaf apontou que funcionários do gabinete de Pedro Augusto na Alerj movimentaram um total de R$ 4,1 milhões entre janeiro de 2016 e janeiro de 2017. Por meio de nota, Pedro informou que nunca se envolveu em atos de irregularidade em sua vida pública, que repudia veementemente qualquer ato de irregularidade e que está à disposição para qualquer esclarecimento. Já o Ministério Público Federal, em nota, esclareceu que nem todas as movimentações atípicas citadas no documento seriam, necessariamente, ilícitas.